# 슬로베니아의 맥주

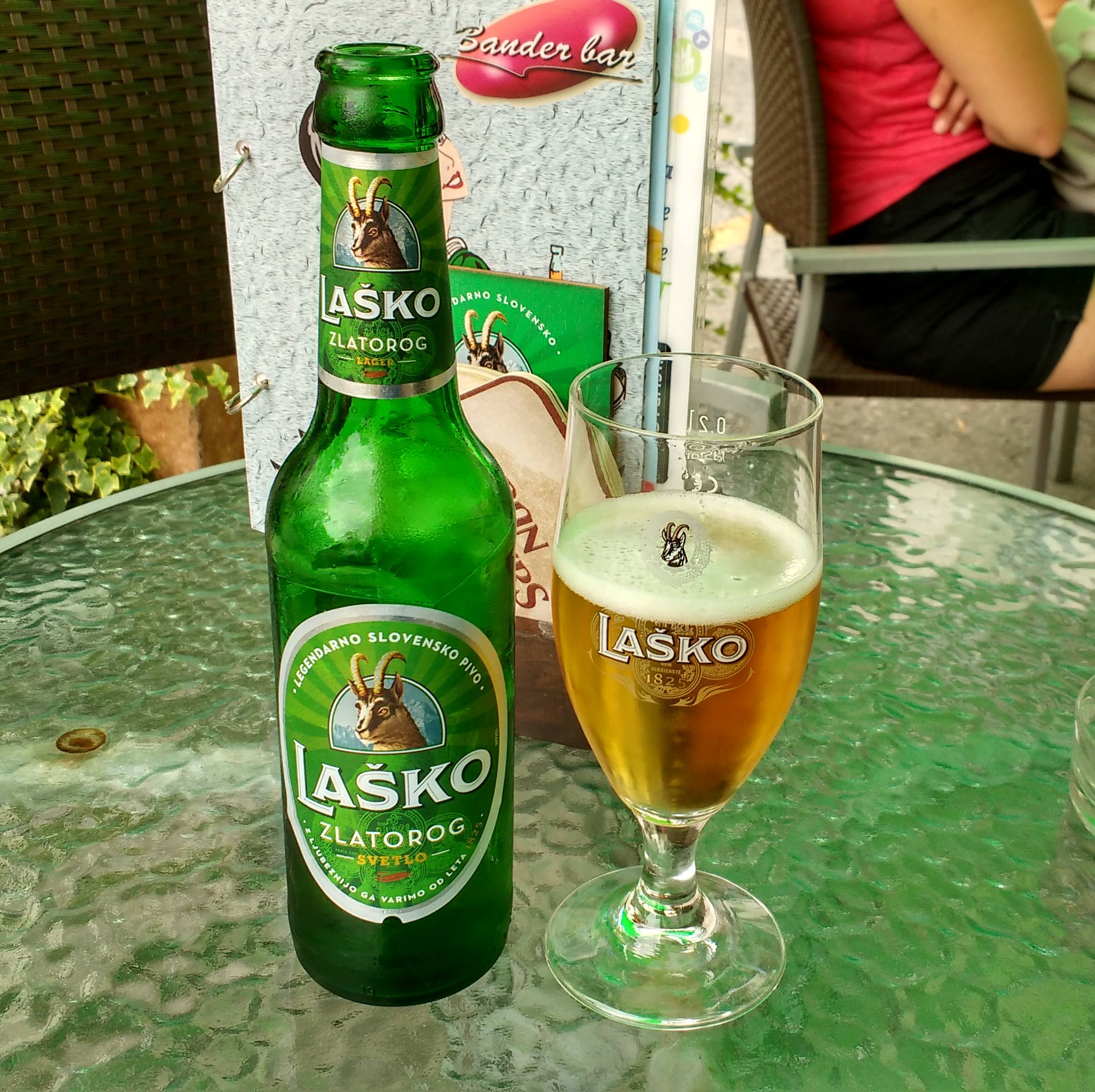
라슈코 즐라토로크

슬로베니아의 맥주는 페일 라거 스타일 맥주가 주도하고 있다. 현재 널리 알려진 슬로베니아 맥주 브랜드는 라슈코와 유니온이지만 소규모 양조장도 여러 개 있다.

## 역사
19세기 이전에 슬로베니아에는 여러 개의 소규모 양조장이 있었다. 최초의 라거 양조장인 라슈코 양조장은 1825년 라슈코에 설립되었다.

## 맥주
오늘날 라슈코 양조장과 유니온 양조장이 시장을 지배하고 있다. 두 양조장 모두 다양한 맥주를 제공하지만 가장 인기 있는 것은 라거 종류인 유니온, 라슈코/즐라토로크 맥주다.
두 개의 주요 양조장을 합치면 전국에는 약 127개의 양조장이 있다.